# Pirehueico
Pirehueico es un caserío ubicado entre el Paso Hua Hum y Puerto Pirehueico en la zona cordillerana de la comuna de Panguipulli.
En esta localidad se ubica la posta de salud rural Pirehueico y la escuela particular El Porvenir.

## Hidrología
Pirehueico se encuentra junto al río binacional Hua Hum, cerca de la localidad y desde la ribera sur se encuentra el Arroyo Maiquén.

## Accesibilidad y transporte
Puerto Pirehueico se encuentra a 6 km del Pirehueico a través de la Ruta 203.
La localidad estrenará cobertura celular 3G de Movistar Chile en marzo de 2017.